# رالف ألفر
رالف ألفر  (بالإنجليزية: Ralph Asher Alpher) هو عالم فيزياء أمريكي ولد في 3 فبراير عام 1921 وتوفي في 12 أغسطس 2007 . وكان أحد العلماء الأمريكيين الذين نبغوا في علم الكون الفيزيائي وساهموا مساهمة كبيرة في تقدمه ، ويسروا إلينا الفهم الحالي للكون الذي نعيش فيه ، ماضيه ووصفه الحالي ومستقبله .

## انجازاته العلمية
كتب رالف ألفر رسالة الدكتوراه عام 1948 عن نظرية الانفجار العظيم والتي ناقش فيها تخليق الجسيمات الأولية وتخليق العناصر الخفيفة ، الهيدروجين والهيليوم خلال مرحلة انخفاض درجة حرارة الانفجار العظيم ، كما تنبأ بوجود إشعاع الخلفية الميكروني الكوني . وكانت دراسته هذه تضم البروفيسور جورج جاموف وهانز بيته والذي لم يكن مشتركا بالفعل في ذلك البحث العلمي ولكنهما أختاراه لتكملة الثلاثة حروف الأولى للأبجدية اليونانية: ألفا ، بيتا ، غاما وقاموا بنشر البحث العلمي باسم الثلاثة علماء تحت اسم نظرية ألفر-بيتا-جاموف.
ورغم أن تلك النظرية جاءت بعمل على عظيم إلا أنها لم تلاق في البدء بقبول إيجابي . وفي عام 1964 تمكن آرنو بينزياس وروبرت ويلسون عن طريق قياسات راديوية فلكية من امتشاف وجود إشعاع الخلفية الميكروني الكوني وبذلك أتت التجربة بتأييد لنظرية رالف ألفر . وقد نالت تلك الحقيقة العلمية على جائزة نوبل للفيزياء ولكن ليس لصاحب النظرية وإنما حصل على الجائزة من حققوها عمليا ، الشيء الذي جعل ألفر يشعر ببعض الأسى .
عمل ألفر استاذا في كلية يونيون كوليج في مدينة شينكتادي من عام 1987 حتى 2004 ، كما كان مديرا لمرصد دادلي Dudley Observatory وكلاهما في ولاية نيو يورك.
2005 حاز رالف ألفر على الميدالية الوطنية للعلوم في الولايات المتحدة الأمريكية.